# ولین کین
وَلین کِـین (انگلیسی: Valene Kane؛ زادهٔ ۳۰ ژانویهٔ ۱۹۸۷) بازیگر اهل ایرلند شمالی است. وی دانش‌آموختهٔ مدرسه مرکزی سلطنتی گفتار و نمایش است.
از فیلم‌ها یا برنامه‌های تلویزیونی که وی در آن نقش داشته است، می‌توان به سقوط، ۷۱ و روگ وان اشاره کرد.